# Диадема (Бразилия)
Диадема (порт. Diadema) — город и муниципалитет в Бразилии, входит в штат Сан-Паулу. Составная часть мезорегиона Агломерация Сан-Паулу. Находится в составе крупной городской агломерации Агломерация Сан-Паулу. Входит в экономико-статистический микрорегион Сан-Паулу. Население составляет 386 779 человек на 2007 год. Занимает площадь 30,650 км². Плотность населения — 12.619,2 чел./км². Расположен между городами Сан-Паулу и Сан-Бернарду-ду-Кампу.
Праздник города — 8 декабря.

## История
Город основан в 1959 году.

## Статистика
- Валовой внутренний продукт на 2005 составляет 7.344.570 миллионов реалов (данные: Бразильский институт географии и статистики).
- Валовой внутренний продукт на душу населения на 2005 составляет 18.856,00 реалов (данные: Бразильский институт географии и статистики).
- Индекс развития человеческого потенциала на 2000 составляет 0,790 (данные: Программа развития ООН).

## География
Климат местности: субтропический. В соответствии с классификацией Кёппена, климат относится к категории Cfb.

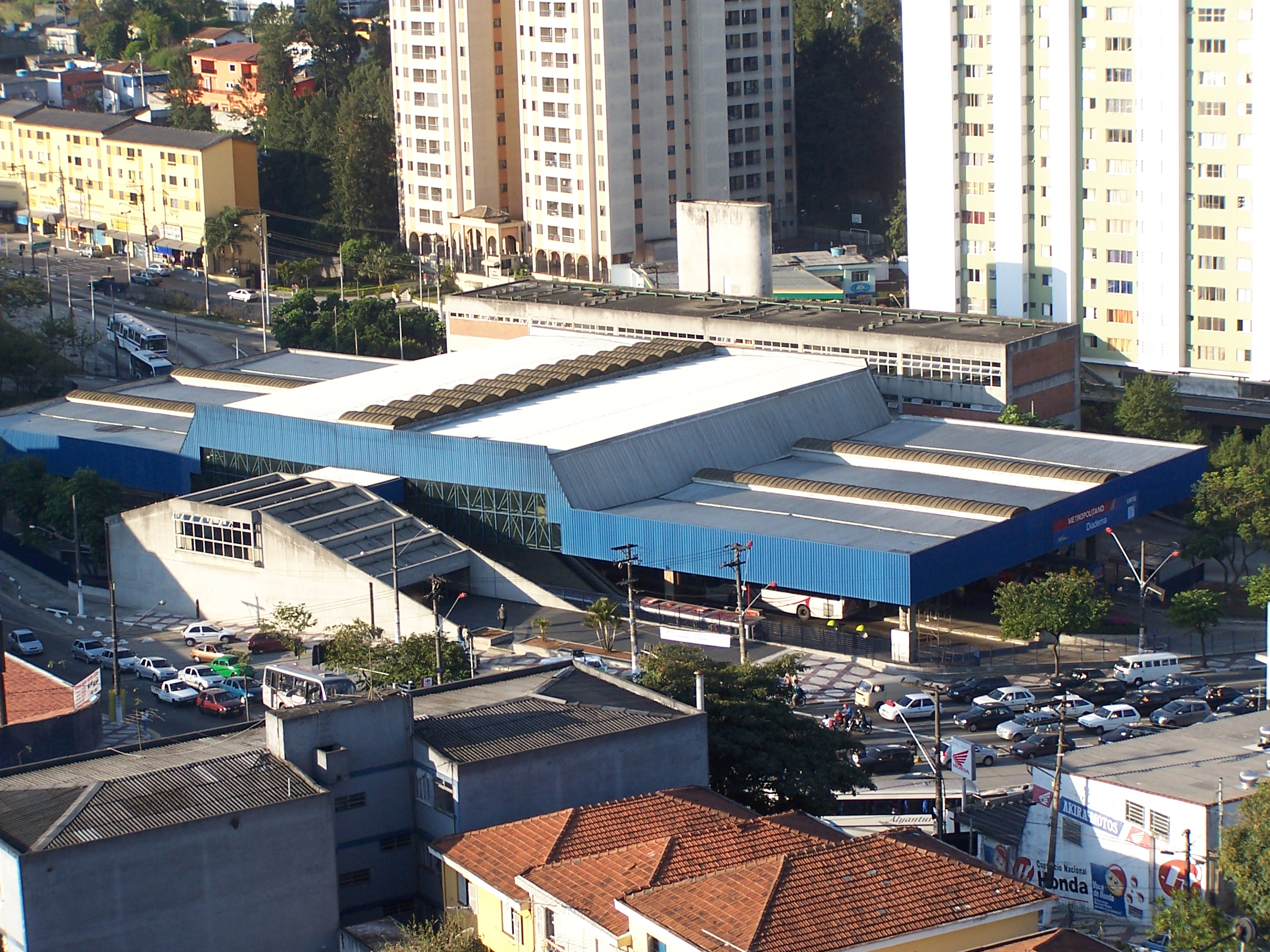